# パンチョ・ヴラディゲロフ

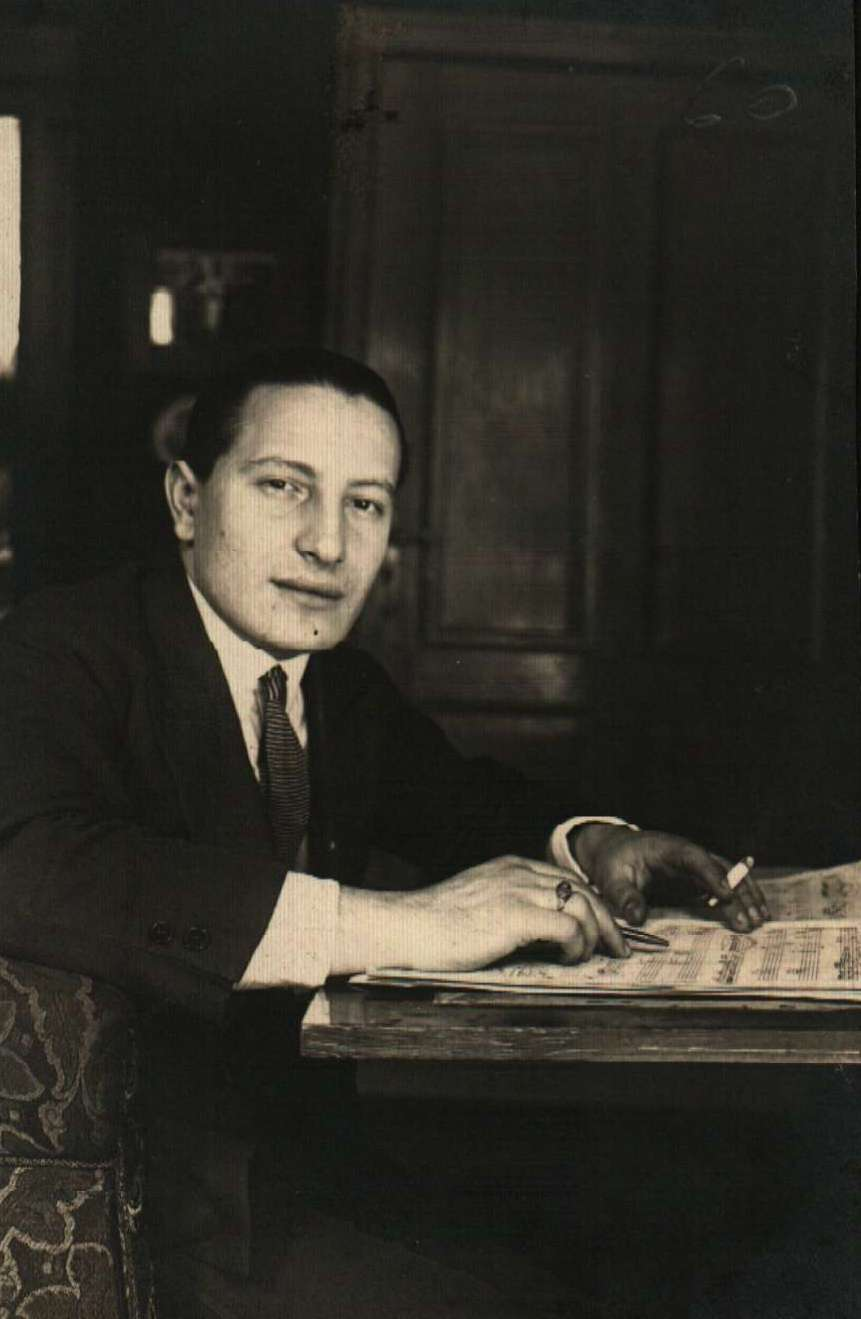

パンチョ・ヴラディゲロフ（Панчо Хараланов Владигеров ; Pancho Haralanov Vladigerov, 1899年3月13日 チューリヒ - 1978年9月8日 ソフィア）はブルガリアの作曲家・音楽教師・ピアニスト。ブルガリアの作曲界の第2世代に属し、1933年にはブルガリア現代音楽協会（ブルガリア作曲家同盟の前身）にも創立メンバーとして名を連ねた。本格的に数々のジャンルを手懸けた作曲家の最初の一人としてブルガリア音楽史に名を遺しているだけでなく、国民楽派的な音楽作品を確立したことや、次世代のブルガリア人作曲家の逸材を育てたことでも名高い。とりわけピアニストのアレクシス・ワイセンベルクの恩師として知られる。

## 略歴
スイスにおいて法律家の父ハララン・ヴラディゲロフと、ユダヤ系ロシア人で著名な作家ボリス・パステルナークの親戚であった母エリザ・パステルナークとの間に生まれるが、ブルガリアのシュメンに育つ。少年時代からピアノ演奏と作曲を始め、10歳よりソフィアでドーブリ・フリストフに師事して作曲の学習を始めた。1912年に父親が急死すると、母親に連れられ双子の兄弟ルーベン（後のヴァイオリニスト）と共にベルリンに行き、ベルリン高等音楽学校で作曲をパウル・ユオンに、ピアノをカール・ハインリヒ・バルトに師事。その後はプロイセン芸術アカデミーにてフリードリヒ・ゲルンスハイムとゲオルク・シューマンに作曲を師事し、1918年と1920年に2度にわたってメンデルスゾーン賞を授与される。1920年に同アカデミーを修了すると、1935年までマックス・ラインハルトのためにベルリン・ドイツ劇場の座付き作曲家とピアニストを務めた。その後に帰国するとソフィアのブルガリア国立音楽院の講師に招聘され、1940年よりピアノ科教授に就任した。この音楽学校は、ヴラディゲロフの死後に遺功を讃えてヴラディゲロフ音楽院に改称されている。
ヴラディゲロフは広いジャンルにわたって創作活動を行い、歌劇《皇帝カロヤン》（台本：ニコライ・リリエフとファニー・ポポヴァ＝ムタフォヴァ）やバレエ音楽のほか、5つのピアノ協奏曲や2つのヴァイオリン協奏曲、いくつかの管弦楽曲、ヴァイオリンとピアノのための作品ならびに編曲、おびただしい数のピアノ独奏曲、ピアノ伴奏歌曲や合唱曲、劇付随音楽がある。また、さまざまな演奏形態のために民謡の編曲も行なった。
パンチョ・ヴラディゲロフの作品は、ウィーンのウニヴェルザール出版社による出版譜や、ドイツ・グラモフォン社による録音を通じて世界的に知られるようになり、欧州や米国で上演されるようになった。1969年にはヘルダー賞を受賞している。シュメンで開かれるピアニストやヴァイオリニストのための音楽コンクールは、ヴラディゲロフの名を冠している。ブルガリア狂詩曲《ヴァルダル》などの作品は、ブルガリア音楽の分水嶺と看做されている。
ソフィアの自宅は改装され、ソフィア博物館となった。息子のアレクサンダル（1933–1993）と孫のパンチョ2世、アレクサンダル2世（Alexander Wladigeroff, 同名の父親と異なる綴りを用いている）ならびにコンスタンチンはそれぞれ一目置かれる音楽家となり、パンチョ2世はパンチョ・ヴラディゲロフ知的財産基金（The Intellectual Legacy of Pancho Vladigerov Foundation）を設立した。
マルク＝アンドレ・アムランもヴラディゲロフ作品をレパートリーに入れている。

## INTERNATIONAL COMPETITION "YOUNG VIRTUOSOS"
パンチョ・ヴラディゲロフ国際作曲コンクールがスタートしている。